# Forsyth megye (Georgia)
Forsyth megye az Amerikai Egyesült Államokban, azon belül Georgia államban található. Megyeszékhelye és legnagyobb városa Cumming. Lakosainak száma 251 283 fő (2020. április 1.). Forsyth megye Dawson, Hall, Gwinnett, Fulton és Cherokee megyékkel határos.

## Népesség
A megye népességének változása:
| Lakosok száma | 176 815 | 182 439 | 187 927 | 195 405 | 212 438 | 251 283 |
|               | 2010    | 2011    | 2012    | 2013    | 2015    | 2020    |